# Xã Hamilton, Quận Franklin, Ohio
Xã Hamilton (tiếng Anh: Hamilton Township) là một xã thuộc quận Franklin, tiểu bang Ohio, Hoa Kỳ. Năm 2010, dân số của xã này là 8.260 người.